# Michael Weidemann
Michael Weidemann (* 1. Dezember 1958 in Hamburg) ist ein deutscher Hörfunkjournalist.

## Leben
Weidemann ist für den Norddeutschen Rundfunk seit 1990 tätig, zunächst als freier Mitarbeiter, und  seit 1992 fest angestellt. Nach einer ersten Station beim Lokalprogramm Hamburg-Welle (heute: NDR 90,3) wurde er 1992 Redakteur der Wirtschaftsredaktion bei NDR 4 (heute: NDR Info) und wechselte 1993 in die Redaktion Politik und Aktuelles.
Im Jahre 1998 wurde er ARD-Korrespondent für Südasien mit Sitz in Neu-Delhi. Bis 2003 berichtete er von Reisen, u. a. nach Afghanistan, Pakistan, Sri Lanka, Nepal und innerhalb Indiens. Während der Herrschaft der Taliban war er einer der wenigen westlichen Journalisten, die Afghanistan bereisten im Dezember 1998 und im Mai 2000. Nach der vorläufigen Vertreibung der Taliban berichtete Weidemann von November 2001 bis Mai 2003 aus Kabul über die Versuche, einen demokratischen Neuaufbau Afghanistans zu realisieren.
Während der Nuklearkrise zwischen Indien und Pakistan im Sommer 2002 wechselte Weidemann zwischen Islamabad und Neu-Delhi, um aus erster Hand über die angespannte Stimmung in beiden Ländern informieren zu können. Auch vom sri-lankischen Bürgerkrieg sendete er  Berichte aus der Region.
Nach einem kurzen Zwischenspiel in der Hamburger Heimatredaktion wechselte Michael Weidemann 2005 ins Berliner Hauptstadtstudio der ARD, von wo er für den NDR und andere öffentlich-rechtliche Sender vor allem über Finanzpolitik, Wirtschaft und die Linkspartei berichtete.
Von 2010 bis 2013 arbeitete Weidemann als Wirtschaftsredakteur bei NDR Info in Hamburg. Seitdem berichtet er für das gleiche Programm über landespolitische Themen aus Mecklenburg-Vorpommern und Schleswig-Holstein. Im Jahr 2023 wechselte er erneut ins ARD-Hauptstadtstudio.

## Werke (Auswahl)
Im Deutschlandfunk – „Hintergrund“:
- Die Pakistan-Connection – Hintergründe und Hintermänner des Terrorismus in Indien vom 3. August 2006
- Kein Friede in Sicht – Die Eskalation der Gewalt in Sri Lanka vom 26. März 2007